# 尼娜·斯托扬诺维奇
尼娜·斯托扬诺维奇（發音：[stojǎːnoʋitɕ]，1996年7月30日—）生于贝尔格莱德，是一名塞尔维亚女子网球运动员。她在六岁时跟随哥哥的脚步开始练习网球。2011年，她首次参加ITF赛事，五年后，她完成自己的WTA赛事首秀。2020年，她进入澳大利亚网球公开赛女子单打正赛，完成自己的大满贯首秀。